# Limiti di esplosione
I limiti di esplosione (o limiti di esplosività) di un gas o dei vapori di un liquido sono dei limiti che definiscono l'intervallo di concentrazione entro cui, se la miscela aria-vapore o gas infiammabile è opportunamente innescata (ad esempio da una scintilla), si verifica l'accensione della miscela. 

Questa combustione può essere una detonazione o solamente una "fiammata" (deflagrazione), in funzione di numerosi fattori (concentrazione di combustibile in primis, tipo di recipiente). Il limite di esplosione viene considerato in un intervallo che va da un minimo (L.I.E.= Limite inferiore di esplosività) ad un massimo (L.S.E.= Limite superiore di esplosività) di percentuale di combustibile in aria (o più raramente in altri comburenti); in inglese lower explosive limit (LEL), e upper explosive limit (UEL).

## Situazioni in cui non avviene l'esplosione
Per concentrazioni nell'aria al di sotto della LEL, non vi è abbastanza combustibile per la propagazione della fiamma.
Per concentrazioni superiori alla UEL, il combustibile ha reso l'atmosfera satura (troppa poca aria), pertanto non vi è sufficiente ossigeno per la propagazione della reazione.

### Nei trasporti
Il caso di concentrazioni superiori alla UEL è tipico dei serbatoi interrati contenenti combustibili liquidi per autotrazione o riscaldamento (benzine e gasoli): essendo le cisterne interrate, il vapore sviluppato dai liquidi infiammabili stoccati rendono di fatto l'atmosfera costantemente satura, e quindi al di sopra del limite di esplosività (UEL).
Durante i rifornimenti degli autoveicoli, caso in cui avviene una sostituzione tra volume di liquido erogato e volume di aria reintegrata nel serbatoio interrato, l'aria in ingresso nel serbatoio viene fatta "gorgogliare" sul fondo, in modo che possa immediatamente saturarsi prima di stagnare nella cisterna.

## Interventi per la sicurezza
Il controllo delle concentrazioni di gas e vapore prima dei limiti dell'esplosione è uno dei problemi principali nel campo della sicurezza professionale. 
In fase di progetto degli impianti di travaso di fluidi infiammabili vengono vagliate con estrema accuratezza tutte le fasi di movimentazione dei fluidi stessi, per poter prevenire ed eliminare ogni potenziale rischio di innesco.
Per ridurre la concentrazione di un gas potenzialmente esplosivo, vengono utilizzati dei gas inerti (come azoto o argon), al fine di sostituire l'aria (comburente) e rendere la miscela meno pericolosa. Questa operazione viene chiamata "inertizzazione".

## Tabella LEL / UEL di alcuni vapori
| Substance         | LEL  | UEL  |
| ----------------- | ---- | ---- |
| Acetone           | 3%   | 13%  |
| Acetilene         | 2,5% | 81%  |
| Benzina           | 1,4% | 5,9% |
| Butano            | 1,8% | 8,4% |
| Etano             | 3,3% | 19%  |
| Etilene           | 2,7% | 36%  |
| Gasolio           | 1,3% | 7,6% |
| Idrazina          | 1,8% | 100% |
| Idrogeno          | 4%   | 75%  |
| Kerosene          | 0,6% | 6,0% |
| Metano            | 4,4% | 15%  |
| Ossido di etilene | 3%   | 100% |
| Ottano            | 1%   | 7%   |
| Propano           | 1,7% | 9,5% |